# 第36回アメリカスカップ
第36回アメリカスカップ（だい36かいアメリカスカップ、英語: 36th America's Cup）は、2021年3月にニュージーランド・オークランドにて行われたヨットレースのシリーズ。

## 概要
前回大会（第35回アメリカスカップ）の勝者であるエミレーツ・チーム・ニュージーランドがホストを務める。
本大会に先立ち、従来『ルイ・ヴィトンカップ』として知られた挑戦艇決定シリーズが、新たにプラダを冠スポンサーに迎え『プラダカップ』として開催された。
プラダカップ及びアメリカスカップ本戦の模様は、日本ではDAZNにて生中継される。

## レギュレーション

### ヨット
ヨットについては前回までの双胴船（カタマラン）に代わって、新たに水中翼（フォイル）を採用した単胴船の「AC75」が統一レギュレーションとして採用された。AC75では、船体のハル部分がほぼ常時海面から浮いた状態となっており、「空飛ぶヨット」の異名を持つ。ハルが水面と接しないため水の抵抗が少なくなることから、帆走時の最高速度は50ノットを超える。

### 大会方式
プラダカップについては予選ラウンドロビンを最大4ラウンド（12戦）行う（1位が決定した時点で打ち切り）。その後、予選2位と3位のシンジケート同士による準決勝（先に4勝した方が勝ち抜け）を経て、予選1位と準決勝勝利シンジケートによる決勝（先に7勝した方が勝ち抜け）にて挑戦艇を決定する。
挑戦艇と防衛艇によるアメリカスカップ本戦は最大13戦（先に7勝した方が勝利）にて争われる。

## 参加シンジケート

### 防衛艇
- エミレーツ・チーム・ニュージーランド（ニュージーランド）

### 挑戦艇
- ルナ・ロッサ・プラダ・ピレリ・チーム（イタリア）- 挑戦者代表（Challenger of Record）
- ニューヨーク・ヨットクラブ アメリカン・マジック（アメリカ合衆国）
- INEOS Team UK（イギリス）

最終的に予選ラウンドロビン2位のルナ・ロッサが挑戦艇となったが、防衛艇のチーム・ニュージーランドが7 - 3で勝利しカップ防衛を果たした。